# Иванова, Анастасия Михайловна
Анастасия Михайловна Иванова (родилась 2 октября 1994 года в Санкт-Петербурге) — российская футболистка (игрок в мини-футбол), вратарь женского мини-футбольного клуба «Кристалл» и женской сборной России по мини-футболу. Мастер спорта России международного класса (2014).

## Биография

### Спортивная карьера
Родилась и выросла в Санкт-Петербурге. В футбольном клубе «Аврора» появилась в возрасте почти 12 лет, за старшую команду начала играть с 2010 года. К 2016 году трижды признавалась лучшим мини-футбольным вратарём России. На 2019 год входила в тройку лучших вратарей мира по версии портала FutsalPlanet. С 2022 года выступает за санкт-петербургский «Кристалл». В трёх сезонах чемпионатов России сыграла 69 матчей, забив два гола (оба в сезоне 2023/2024).
Анастасия играет также в пляжный футбол: в 2015 году выступала за клуб «Нева» на Открытом Кубке Санкт-Петербурга, представляла клуб на Кубке Федерации пляжного футбола Санкт-Петербурга в закрытых помещениях. В 2022 году играла за команду E-TEAM на Кубке Санкт-Петербурга. С того же 2022 года играет за питерский «Кристалл»: с 2022 по 2024 годы сыграла 20 матчей в чемпионате России, забив 3 гола.
За сборную России Анастасия сыграла 64 официальных матча с 2012 года (не считая двух неофициальных матчей против молодёжной сборной Ирана и клуба «Мосполитех» в 2023 году). Дебютировала 7 мая 2012 года на турнире ко Дню Победы в матче против Венгрии (победа 4:0). Участница четырёх экспериментальных чемпионатов мира по мини-футболу с 2012 по 2015 годы, завоевала серебряные медали на студенческом чемпионате мира в Бразилии. Бронзовый призёр чемпионата Европы 2019 года. Мастер спорта России международного класса.

### Вне спорта
По состоянию на 2016 год училась в СПбГУТД (университет технологии и дизайна) по специальности «прикладная информатика в экономике». Увлечения — катание на велосипеде, походы в кино на мультфильмы, экстремальные аттракционы.

## Достижения

### Мини-футбол
Чемпионат России
- Чемпион: 2013/14, 2015/16, 2017/18, 2018/19, 2019/20 («Аврора»)[10], 2022/2023 («Кристалл»)[11]
- Серебряный призёр: 2011/2012, 2012/13, 2014/15 («Аврора»)[4]

Неофициальный чемпионат мира
- Серебряный призёр: 2015
- Бронзовый призёр: 2013

Студенческий чемпионат мира
- Серебряный призёр: 2016
- Бронзовый призёр: 2019

Чемпионат Европы
- Бронзовый призёр: 2019[9]

Международный турнир 9 мая
- Чемпион: 2013
- Серебряный призёр: 2011, 2012, 2015, 2016

Личные
- Лучший вратарь студенческого чемпионата мира: 2014, 2016
- Лучший вратарь России: 2013/2014, 2014/2015, 2015/2016

### Пляжный футбол
- Чемпион России: 2022, 2024 («Кристалл»)[7]
- Бронзовый призёр чемпионата России: 2023 («Кристалл»)[7]